# Elimination Chamber
Elimination Chamber — это премиальное живое шоу по рестлингу, ежегодно проводимое с 2010 года американским рестлинг-промоушном WWE. Оно доступно только через систему pay-per-view (PPV) и потоковые сервисы Peacock и WWE Network. Шоу было учреждено в 2010 году, заменив No Way Out в качестве ежегодного февральского шоу. Матч Elimination Chamber был создан в 2002 году и проводился на различных других шоу WWE до создания одноимённого события в 2010 году.

## История
Elimination Chamber — это шоу, впервые проведенное американским промоушеном WWE в 2010 году. С тех пор оно проводится каждый год, за исключением 2016 года, обычно в феврале. Концепция мероприятия заключается в том, что внутри структуры Elimination Chamber (рус. Ликвидационная камера) проводятся один или два матча, в которых на кону стоят либо чемпионские титулы, либо будущие шансы на чемпионство.
В 2011 году и с 2013 года в Германии это шоу называлось как No Escape, поскольку было высказано опасение, что название «Ликвидационная камера» может напомнить людям о газовых камерах, использовавшихся во время Холокоста.

## Даты и места проведения
| №  | Шоу                          | Дата            | Город                                      | Арена                             | Главное событие | Прим.                |
| -- | ---------------------------- | --------------- | ------------------------------------------ | --------------------------------- | --- | -------------------- |
| 1  | Elimination Chamber (2010)   | 21 февраля 2010 | Сент-Луис, Миссури                         | Scottrade Center                  | Гробовщик (c) пр. Крис Джерико пр. Си Эм Панк пр. Джон Моррисон пр. Рей Мистерио пр. R-Truth в матче Elimination Chamber за титул чемпиона мира в тяжелом весе                                | [ 4 ]                |
| 2  | Elimination Chamber (2011)   | 20 февраля 2011 | Окленд, Калифорния                         | Oracle Arena                      | Си Эм Панк пр. Джон Сина пр. Джон Моррисон пр. Рэнди Ортон пр. R-Truth пр. Шимуса в матче Elimination Chamber за матч за звание чемпиона WWE на WrestleMania XXVII                            | [ 5 ]                |
| 3  | Elimination Chamber (2012)   | 19 февраля 2012 | Милуоки, Висконсин                         | Bradley Center                    | Джон Сина против Кейна в матче со скорой помощью | [ 6 ]                |
| 4  | Elimination Chamber (2013)   | 17 февраля 2013 | Новый Орлеан, Луизиана                     | New Orleans Arena                 | Скала (c) против Си Эм Панка за титул чемпиона WWE | [ 7 ]                |
| 5  | Elimination Chamber (2014)   | 23 февраля 2014 | Миннеаполис, Миннесота                     | Target Center                     | Рэнди Ортон (c) пр. Сезаро пр. Кристиан пр. Дэниел Брайан пр. Джон Сина пр. Шимус в матче Elimination Chamber за титул чемпиона мира WWE в тяжелом весе                                       | [ 8 ] [ 9 ] [ 10 ]   |
| 6  | Elimination Chamber (2015)   | 31 мая 2015     | Корпус-Кристи, Техас                       | American Bank Center              | Сет Роллинс (c) против Дина Эмброуза за титул чемпиона мира WWE в тяжелом весе | [ 11 ]               |
| 7  | Elimination Chamber (2017)   | 12 февраля 2017 | Финикс, Аризона                            | Talking Stick Resort Arena        | Джон Сина (c) пр. Эй Джей Стайлз пр. Барон Корбин пр. Брэй Уайатт пр. Дин Эмброуз пр. Миз в матче Elimination Chamber за титул чемпиона WWE                                                   | [ 12 ] [ 13 ] [ 14 ] |
| 8  | Elimination Chamber (2018)   | 25 февраля 2018 | Парадайс, Невада                           | T-Mobile Arena                    | Брон Строумэн пр. Элайаса пр. Финна Балора пр. Джона Сины пр. Романа Рейнса пр. Сета Роллинса пр. Миза в матче Elimination Chamber за матч за титул чемпиона Вселенной WWE на WrestleMania 34 | [ 15 ] [ 16 ]        |
| 9  | Elimination Chamber (2019)   | 17 февраля 2019 | Хьюстон, Техас                             | Toyota Center                     | Дэниел Брайан (c) пр. Эй Джей Стайлз пр. Джефф Харди пр. Кофи Кингстон пр. Рэнди Ортон пр. Самоа Джо в матче Elimination Chamber за звание чемпиона WWE                                       | [ 17 ]               |
| 10 | Elimination Chamber (2020)   | 8 марта 2020    | Филадельфия, Пенсильвания                  | Wells Fargo Center                | Аска пр. Лив Морган пр. Натальи пр. Руби Райотт пр. Сары Логан пр. Шейны Бэйзлер в матче Elimination Chamber за матч за титул чемпиона WWE Raw среди женщин на WrestleMania 36                | [ 18 ]               |
| 11 | Elimination Chamber (2021)   | 21 февраля 2021 | Сент-Питерсберг, Флорида                   | WWE ThunderDome в Tropicana Field | Дрю Макинтайр (c) против Миза за титул чемпиона WWE | [ 19 ]               |
| 12 | Elimination Chamber (2022)   | 19 февраля 2022 | Джидда, провинция Мекка, Саудовская Аравия | Jeddah Super Dome                 | Бобби Лэшли (c) пр. Эй Джей Стайлз пр. Остин Тиори пр. Брок Леснар пр. Риддл пр. Сет «Фрикин» Роллинс в матче Elimination Chamber за звание чемпиона WWE                                      | [ 20 ] [ 21 ]        |
| 13 | Elimination Chamber (2023)   | 18 января 2023  | Монреаль, Квебек, Канада                   | Белл-центр                        | Роман Рейнс (c) (с Полом Хейманом) против Сами Зейна |                      |
| 14 | Elimination Chamber: Perth   | 24 февраля 2024 | Перт, Западная Австралия, Австралия        | Optus Stadium                     | Рея Рипли (c) против Наи Джакс за Чемпионство мира среди женщин |                      |
| 15 | Elimination Chamber: Toronto | 1 марта 2025    | Торонто, Онтарио, Канада                   | Роджерс Центр                     | |                      |